# Şıkıdım
A Şıkıdım (Rázd) című 1999-ben kiadott dal eredetileg Tarkan 1994-es A-Acayipsin című albumán szerepelt Hepsi Senin Mi? címmel. Az eredeti dalt Sezen Aksu írta, az európai piac számára Laurent Marimbert és Yves Jaget dolgozta át és végül a Tarkan című válogatás-albumon jelent meg.
A dal később átdolgozva, angol nyelvű dalszöveggel az énekes Come Closer című albumára is felkerült.

## Dalok
- 1: "Şıkıdım" (Hepsi Senin Mi?) (Radio Mix) – 3:15
- 2: "Salına Salına Sinsice" – 3:54
- 3: "Hepsi Senin Mi?" (Original Version) – 3:51

## Külső hivatkozások
- Dalszöveg magyarul